# Centrolene paezorum
Espèce
Statut de conservation UICN

 DD  : Données insuffisantes
Centrolene paezorum est une espèce d'amphibiens de la famille des Centrolenidae.

## Répartition
Cette espèce est endémique du département de Cauca en Colombie. Elle se rencontre à Inzá à 3 030 m d'altitude sur le versant Est de la cordillère Centrale.

## Étymologie
Cette espèce est nommée en l'honneur des Páez.

## Publication originale
- Ruiz-Carranza, Hernández-Camacho, & Ardila-Robayo, 1986 : Una nueva especie Colombiana del genero Centrolene Jimenez de la Espada, 1872 (Amphibia: Anura) y redefinicion del genero. Caldasia, vol. 15, no 71/75, p. 431-444 (texte intégral).